# Elmex

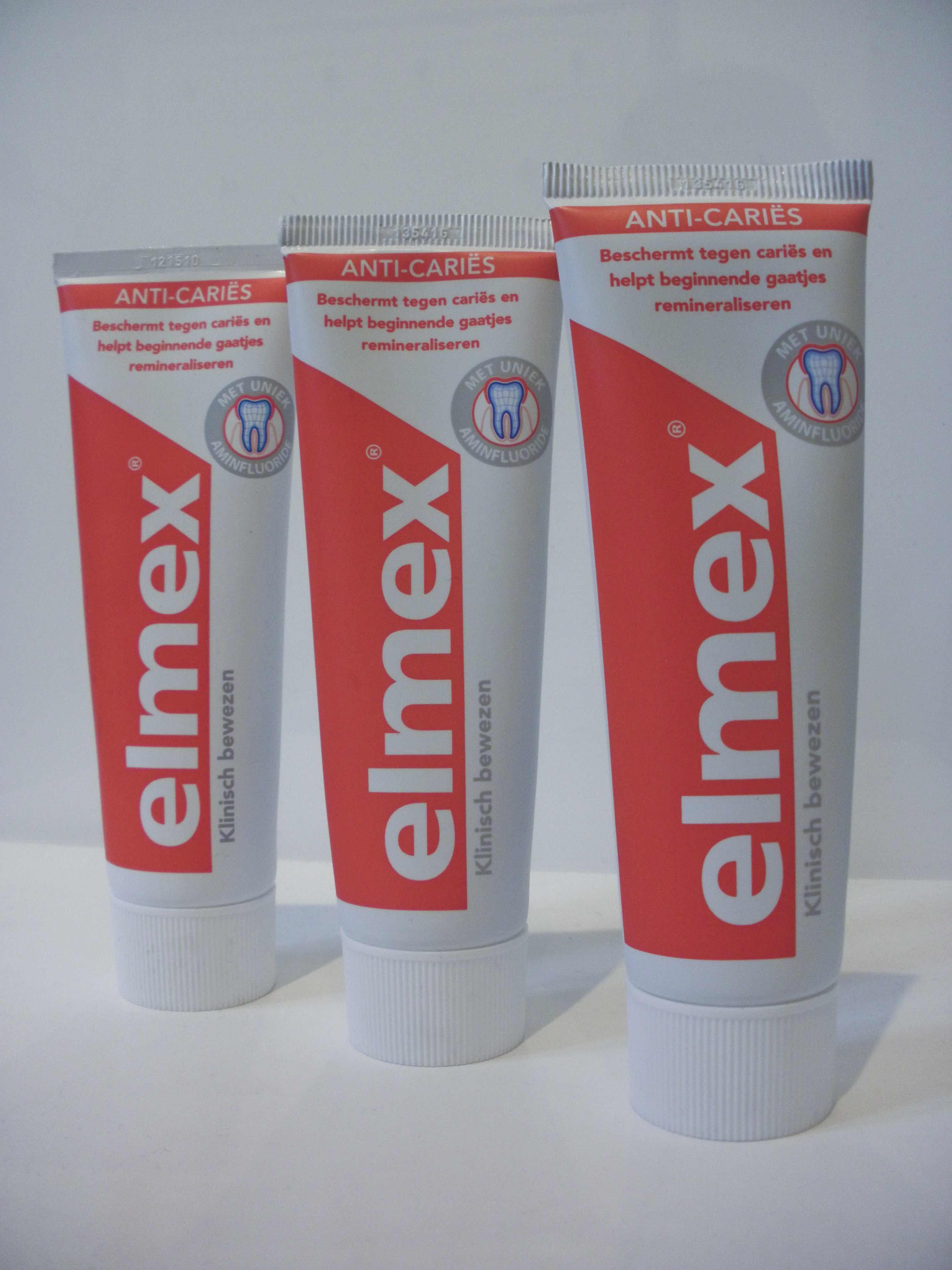
Drie tubes Elmex

Elmex is een merk tandpasta dat sinds 1962 verkocht wordt. Het Zwitserse GABA, sinds 2004 een onderdeel van het Amerikaanse Colgate-Palmolive, maakt deze mondverzorgingsproducten. Het was de eerste tandpasta dat het organische aminefluoride olaflur bevatte als actief ingrediënt voor bescherming tegen cariës. Elmex wordt soms samen met Aronal verkocht, wat vitamine A bevat wat het tandvlees beschermt tegen ontstekingen.

## Microplastics
Sinds 2014 zijn de microplastics in Elmex-producten vervangen door alternatieve ingrediënten.
Wel bevat het Polaxmer 407. Waarvan het effect op de gezondheid en milieu onbekend is.

## Trivia
Elmex was van 1982 tot 1985 sponsor van de Leidse basketbalclub Elmex Leiden.